# California Academy of Sciences
La California Academy of Sciences (Accademia delle Scienze della California) è un istituto di ricerca di San Francisco e uno fra i dieci maggiori musei di storia naturale, uno dei più antichi degli Stati Uniti d'America. È arrivato a contare fino a undici edifici interni.

## Storia e descrizione
L'Accademia fu fondata a San Francisco, in California, a bordo di un veliero nel 1853, la sua sede fu danneggiata nel terremoto del 1906. La nuova sede dell'accademia fu danneggiata nel terremoto del 1989 portando alla sua chiusura fino al 27 settembre 2008 quando è stato inaugurato l'edificio progettato da Renzo Piano.
L'Accademia (che comprende un acquario Steinhard e un planetario Morrison) fu costituita come società culturale con lo scopo di sostenere programmi di ricerca scientifica e organizzare esposizioni pubbliche nonché attività pedagogiche.
Visitata annualmente da circa cinquecentomila persone, la struttura presenta esposizioni essenzialmente sulla storia naturale: vi sono rappresentate le più svariate specie presenti al mondo. Una specifica galleria intitolata Life through Time (Viaggio attraverso il tempo) è dedicata all'evoluzione della paleontologia.
La biologia marina è particolarmente rappresentata con uno storico acquario che contiene pesci di ogni parte del mondo.
L'astronomia può godere dell'utilizzo di un planetario mentre la geologia conta sulla presenza di gemme e minerali provenienti da ogni dove.
Una specifica sezione è dedicata ai fenomeni sismici (tema che riguarda da vicino la California e San Francisco in particolare, vittima più volte di terremoti catastrofici), in cui vi è un simulatore in grado di riprodurre gli effetti del terremoto che colpì il 17 gennaio 1995 la città di Kōbe, in Giappone.

## Altre immagini

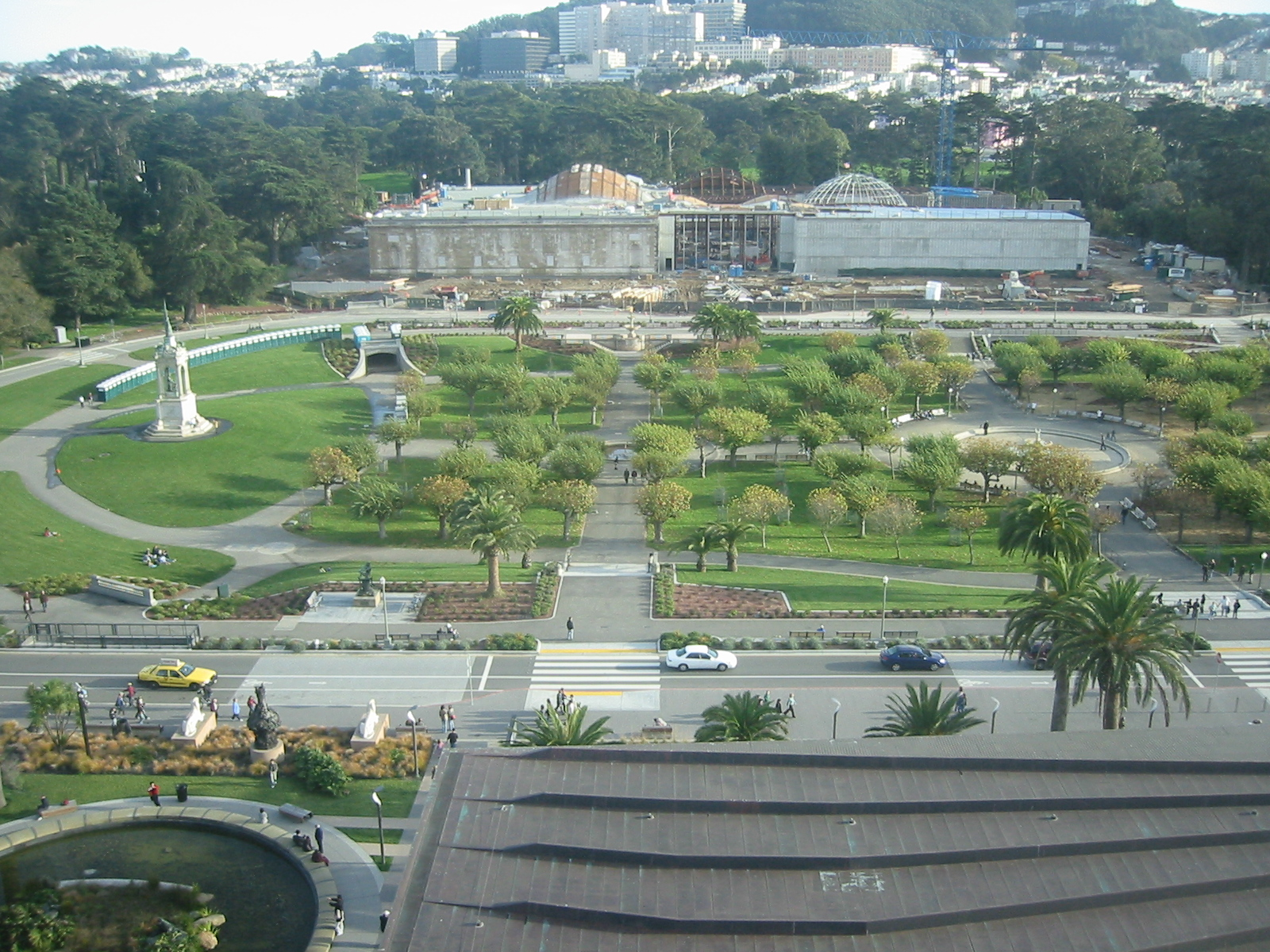
Il nuovo edificio della California Academy of Sciences in costruzione nel novembre 2006
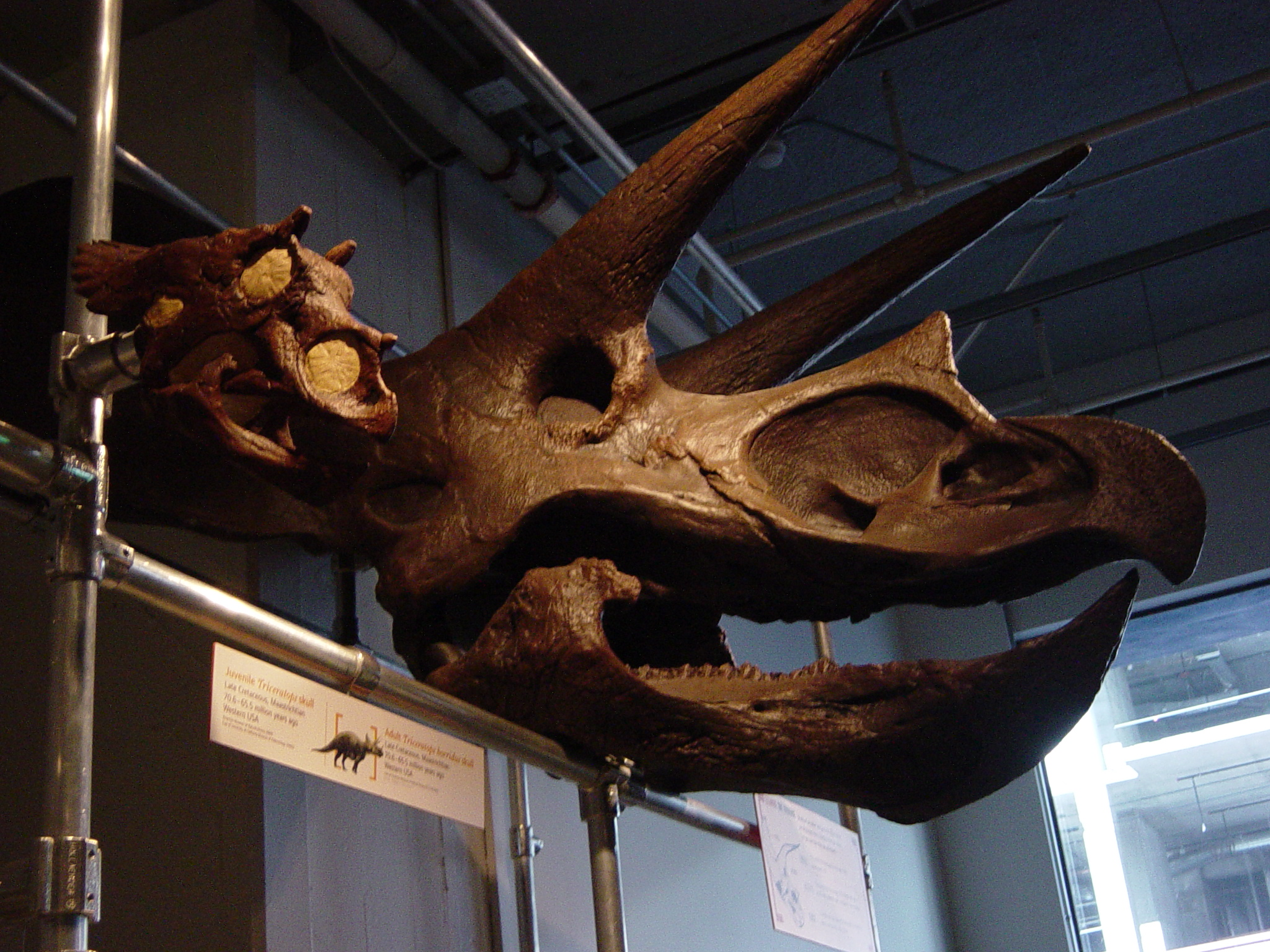
Triceratopo
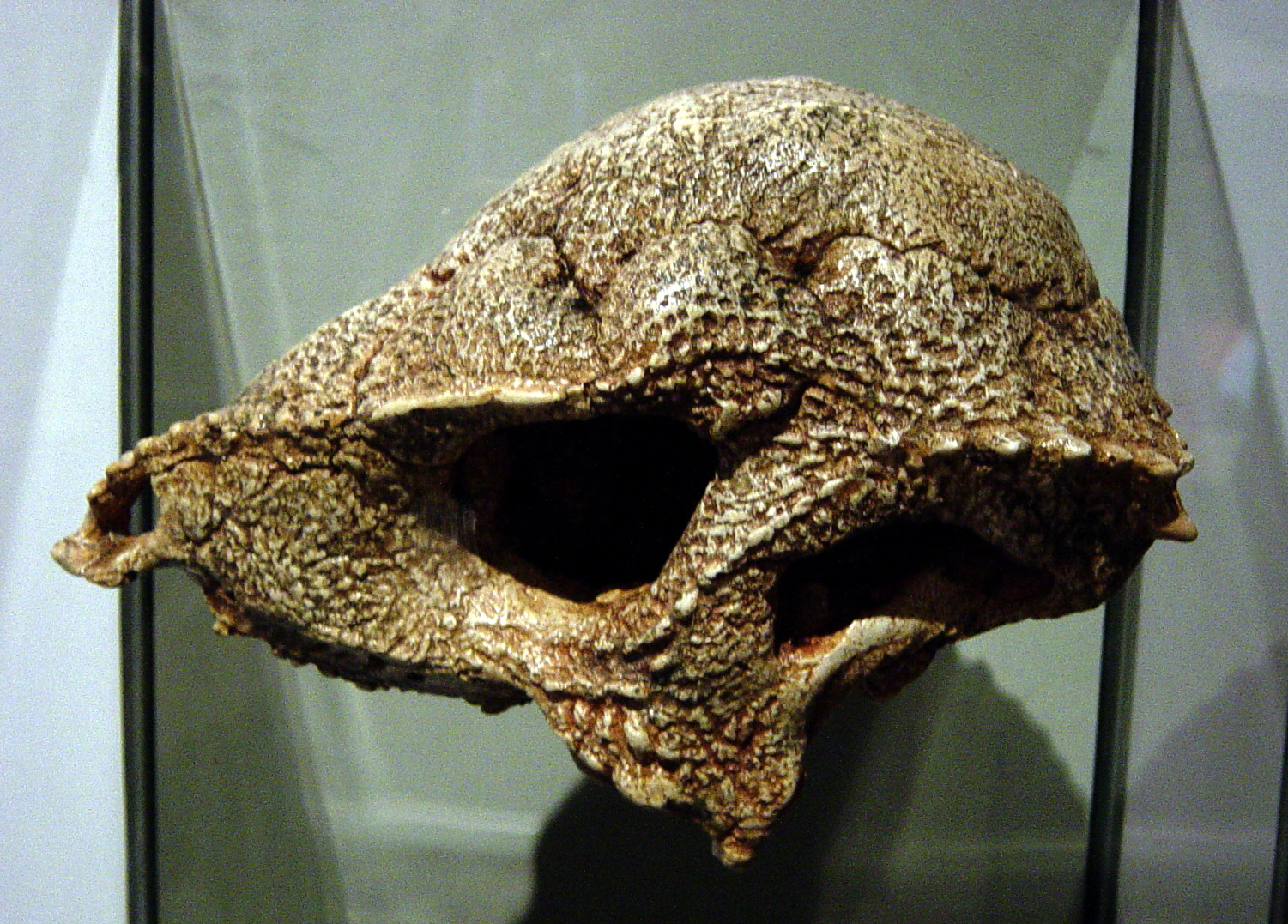
Prenocephale prenes
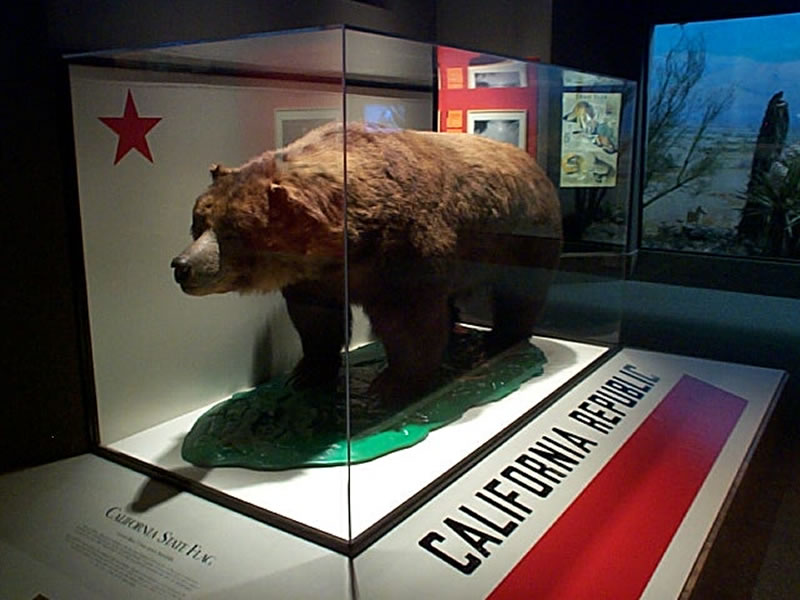
Esemplare di orso